# Massacre de Milan
Le massacre de Milan ou massacre de Bava Beccaris est une tuerie au canon de manifestants protestant contre la cherté des produits alimentaires, en mai 1898, à Milan en Italie.
Les manifestations se déroulent entre le 6 et le 9 mai 1898. À la suite de ces dernières, des affrontements ont lieu entre les travailleurs descendus dans la rue pour protester et la police. La situation à Milan conduit le gouvernement à déclarer l'état de siège, et le transfert du pouvoir au général Fiorenzo Bava Beccaris. Ce dernier réagit durement dès le début des protestations pour étouffer tout débordement; l'utilisation aveugle des armes à feu et en particulier des canons a effectivement permis de mater les manifestants, mais a également occasionné de nombreuses victimes, souvent de simples passants. Les « canons de Bava Beccaris »sont devenus le symbole d'une répression insensée et sanglante.

## Contexte
En avril et mai 1898, la hausse des prix alimentaires agite toute l'Italie (protesta dello stomaco).

## Le massacre
Le 5 mai, les ouvriers organisent une grève pour protester contre le gouvernement d'Antonio Starrabba di Rudinì, le rendant responsable de la hausse des prix et de la famine qui touche le pays. Le premier sang est versé à Pavie, quand le fils du maire de Milan est tué en essayant d'arrêter les soldats qui marchaient sur la foule. La garnison était commandée par le général Fiorenzo Bava Beccaris, vétéran des guerres d'indépendance ayant unifié l'Italie.
Le lendemain, des manifestations ont lieu à Milan. La grève générale est décrétée et la foule se rend maîtresse de plusieurs quartiers de la ville. Le gouvernement de Rudinì décrète l'état de siège dans la ville. L'infanterie, la cavalerie et l'artillerie sont envoyées dans la ville sous les ordres du général Bava Beccaris, qui donne l'ordre d'ouvrir le feu sur les manifestants et de démolir les barricades au canon. S'ensuivent une série d'affrontements autour de la ville entre soldats et manifestants armés de pierres et de bâtons. Le 9 mai, l'armée utilise à nouveau l'artillerie pour ouvrir une brèche dans les murs d'un monastère proche de la Porta Monforte, où on ne trouve qu'un groupe de mendiants recueillis par les frères.

## Bilan et suites

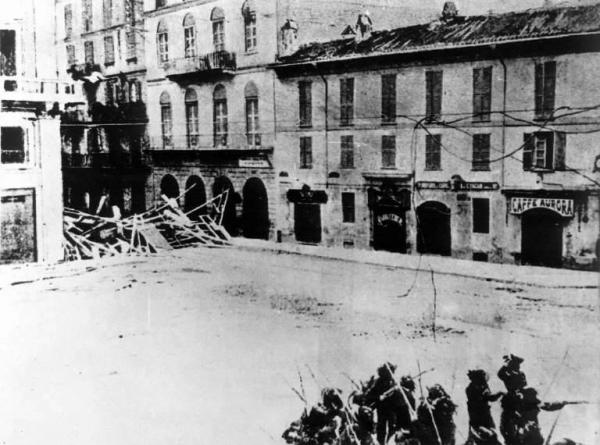
Photo des barricades des émeutiers et intervention des bersaglieri, par Luca Comerio, Milan, 1898.

Selon le gouvernement, il y eut 118 morts et 450 blessés. L'opposition décompte 400 morts et plus de 2000 blessés.
Le premier ministre Antonio di Rudinì est forcé de démissionner en juillet, mais le général Bava Beccaris est fait grand-croix de l'ordre militaire de Savoie dans l'année : le roi le remercie d'avoir rendu « un grand service au roi et à l'Italie ».
Le 29 juillet 1900, le roi Humbert Ier est assassiné par l'anarchiste Gaetano Bresci (revenu d'immigration des États-Unis après l'annonce du massacre). Il proclama qu'il est revenu directement d'Amérique pour venger les victimes de la répression, et l'affront constitué par la remise d'une décoration au général Bava Beccaris. Le général est mort 26 ans plus tard, à 93 ans.
Le peintre Quinto Cenni réalise une série de 34 peintures de scènes dont il fut témoin, représentant des épisodes variés des troubles ayant eu lieu dans la ville et les actions visant à y mettre fin. Il adopte généralement le point de vue du gouvernement, montrant les soldats victimes de provocations et bien accueillis par des habitants ordinaires.